# Manuel Freire de Andrade
Manuel Alberto Freire de Andrade y Armijo, 1.º Marquês de San Marcial (4 de novembro de 1767 - 7 de março de 1835) foi um militar, general espanhol da arma de cavalaria, que se distinguiu durante a Guerra de Independência Espanhola.

## Trajetória
Depois de combater contra os franceses em Murcia, Granada e Valência (1810-1812), sucedeu ao general Girón no comando do IV Exército espanhol ou Exército da Galiza. Comandando esse corpo, Freire triunfou sobre o Marechal Soult na San Marcial no ano 1813, o que lhe valeu ser condecorado com a Laureada Cruz de São Fernando. Posteriormente participou na batalha de Toulouse em 1814, onde a sua divisão se bateu contra os baluartes franceses da cidade.
Partidário do absolutismo monárquico, Freire foi encarregado de cortar o levantamento de Riego em 1820, tornando-se tristemente famoso pela repressão que ordenou na cidade de Cádiz.

## Vida pessoal
Foi filho de Francisco Freire de Andrade, militar galego.